# Pokolj u Borovici
Pokolj u Borovici, ratni zločin koji su počinili pripadnici tzv. A RBIH nad Hrvatima.
Nakon napada tzv. A RBIH na područje vareške općine, znatno malobrojnije i izolirane snage HVO-a nisu se mogle dugo odupirati. Manjkalo je ljudstva za obranu, streljiva je bilo nedovoljno i vladala je oskudica u osnovnim životnim potrepštinama. Uz to je vareška općina bila pritisnuta mnoštvom hrvatskih izbjeglica iz Kaknja. Mediji diljem svijeta prešućivali su bošnjačke zločine nad Hrvatima, otvoreno simpatizirali Muslimane i stigmatizirali Hrvate kao negativce. 3. studenoga 1993 vojnici tzv. A RBIH preuzeli su nadzor nad cijelom vareškom općinom i počinili su brojne ratne zločine. Vrlo su se okrutno ponašali prema preostalim nenaoružanim i nezaštićenim civilima koji su ostali u svojim domovima. Ubili su stare i nemoćne, palili im kuće, oskvrnuli crkve, kapelice i groblja te opljačkali sve što je hrvatsko.
5. studenoga 1993. pripadnici 7. muslimanske brigade ARBIH pod vodstvom Halila Brzine, pripadnici tzv. A RBiH iz mjesta Brnjic, Općina Kakanj i pripadnici 329. kakanjske brigade tzv. A RBiH ubili su i zapalili pet staraca u njihovim domovima u Borovici, zajedno s 315 obiteljskih domova i oko tisuću gospodarskih objekata u Donjoj i Gornjoj Borovici. Selo je gorilo 5., 6. i 7. studenoga. Starci nisu htjeli napustiti svoje domove vjerujući da će Armija BiH poštedjeti bespomoćne i nenaoružane starce. Još Borovičani tragaju za tijelima trojice spaljenih Borovičana. Posmrtni ostatci još četvorice razmijenjena su u Visokom. Na nekima su nađeni tragovi mučenja. Za zločin nad Borovicom i Borovičanima do danas nitko nije odgovarao. Također je tih dana ARBIH nakon ulaska u Vareš Majdan opljačkala sve hrvatsko i ubili 5 hrvatskih civila.
Ubijeni su: Ilija Ivkić (1941.), mučen, izbadan hladnim oružjem, Stjepan Marković (1938.), unakažena tijela, glave smrskane tupim predmetom, vrat uboden nožem te s nekoliko prostrijelih rana vidljivih po tijelu; Marko Parić (1934.), tijelo nađeno ispod ruševina spaljene kuće, Ivo Vukačić (1915.), tijelo mu nije nikad pronađeno ali se pretpostavlja da je izgorjelo u kući koja je spaljena do temelja; Mato Ivkić, ubijen s nekoliko ubodnih rana nožem, nakon čega je tijelo spaljeno zajedno s kućom. Osim tih petoro hrvatskih civila, muslimanske snage ubile su zarobljenog vojnika, što je također ratni zločin. Predstavnici UN-a pronašli su unakaženo tijelo pripadnika HVO-a Krune Odakovića: glava je bila smrskana tupim predmetom, pozadina vrata rasporena oštrim predmetom i s nekoliko ubodnih rana nožem u prsima.
Ukupno su muslimanske snage ubile 18 hrvatskih bojovnika i civila. Svih 315 obiteljskih domova spalili su do temelja, kao i oko tisuću gospodarskih objekata. Tih je dana tzv. A RBIH pobila i hrvatske civile u Vareš Majdanu.

Mnogi bošnjački mediji i onda i danas, vjerojatno po nalogu političko-vjerskog vodstva ratnih Muslimana, zatrpavaju svoj narod novim lažima da su Hrvati Vareša sami na sebe izvršili agresiju, sami sebe prognali, poubijali i svoja mjesta od samih sebe očistili, sam sebi sela opustošio i crkve porušio.

## Vanjske poveznice
- HIC Vareš
- Kronologija hrvatsko-muslimanskog sukoba  Arhivirana inačica izvorne stranice od 30. prosinca 2008. (Wayback Machine)
- Borovica.net  Arhivirana inačica izvorne stranice od 14. prosinca 2018. (Wayback Machine) 25. listopada 1993. Vareš – Armija BiH etnički očistila cijeli grad